# Madame Kisling
Madame Kisling est un tableau réalisé vers 1917 par le peintre italien Amedeo Modigliani. Cette huile sur toile est le portrait en buste de l'épouse de son confrère Moïse Kisling. Vêtue d'un complet-cravate, Renée Kisling y figure coiffée d'une coupe au bol, la tête penchée vers sa droite. Léguée en 1963, l'œuvre est conservée à la National Gallery of Art, à Washington, aux États-Unis.